# Cédric Revol
Pour les articles homonymes, voir Revol.
Cédric Revol, né le 22 juillet 1994 à Saint-Martin-d'Hères (France), est un judoka français formé à l'Alliance Grésivaudan Judo. Il évolue dans la catégorie des moins de 60 kg.

## Carrière
Cédric Revol évolue dans la catégorie des moins de 60 kg. Il remporte la médaille de bronze des Championnats d'Europe 2022 à Sofia ainsi qu'aux Championnats d’Europe de judo 2024 à Zagreb.

## Palmarès

### Compétitions internationales
| Année | Compétition           | Lieu   | Résultat | Catégorie      |
| ----- | --------------------- | ------ | -------- | -------------- |
| 2022  | Championnats d'Europe | Sofia  | 3e       | Moins de 60 kg |
| 2024  | Championnats d'Europe | Zagreb | 3e       | Moins de 60 kg |

### Masters mondial, Tournois Grand Chelem et Grand Prix
| Année | Compétition  | Lieu          | Résultat | Catégorie      |
| ----- | ------------ | ------------- | -------- | -------------- |
| 2016  | Grand Prix   | Budapest      | 3e       | Moins de 60 kg |
| 2016  | Grand Prix   | Zagreb        | 3e       | Moins de 60 kg |
| 2016  | Grand Chelem | Abou Dabi     | 3e       | Moins de 60 kg |
| 2017  | Grand Chelem | Ekaterinbourg | 3e       | Moins de 60 kg |
| 2018  | Grand Chelem | Paris         | 3e       | Moins de 60 kg |
| 2019  | Grand Prix   | Tel Aviv      | 3e       | Moins de 60 kg |
| 2021  | Grand Chelem | Abou Dabi     | 3e       | Moins de 60 kg |
| 2022  | Grand Prix   | Perth         | 1er      | Moins de 60 kg |
| 2023  | Grand Prix   | Almada        | 3e       | Moins de 60 kg |
| 2023  | Grand Chelem | Paris         | 2e       | Moins de 60 kg |
| 2023  | Grand Chelem | Astana        | 2e       | Moins de 60 kg |
| 2023  | Grand Chelem | Abou Dabi     | 1er      | Moins de 60 kg |
| 2024  | Grand Prix   | Linz          | 2e       | Moins de 60 kg |

### Compétitions nationales
| Année | Compétition            | Lieu                      | Résultat | Catégorie      |
| ----- | ---------------------- | ------------------------- | -------- | -------------- |
| 2015  | Championnats de France | Rouen                     | 2e       | Moins de 60 kg |
| 2016  | Championnats de France | Montbéliard               | 3e       | Moins de 60 kg |
| 2017  | Championnats de France | Saint-Quentin-en-Yvelines | 3e       | Moins de 60 kg |
| 2021  | Championnats de France | Perpignan                 | 1er      | Moins de 60 kg |